# Leonardo Páez
Páez  León est un nom espagnol. Le premier nom de famille, en général paternel, est Páez ; le second, en général maternel, souvent omis, est León.
Héctor Leonardo Páez León, né le 10 juillet 1982 à Ciénaga (département de Boyacá), est un cycliste colombien spécialiste de VTT cross-country. Il termine 28e de l'épreuve olympique 2012.

## Repères biographiques
Plus spécialiste des longues distances, Leonardo Páez a remporté deux fois la Coupe du Monde UCI de VTT Marathon, en 2006 et en 2008. 
En 2005, il gagne l'épreuve des Jeux bolivariens et dispute la saison européenne. Ce qui lui permet de remporter quelques courses marathon en Italie. Il monte sur ses deux premiers podiums en Coupe du monde de VTT marathon (deuxième à Riva del Garda et troisième à Bad Goisern). Malgré une dix-septième place aux championnats du monde de marathon, il se classe septième aux Mondiaux de cross-country.
2006 est l'année de la consécration. Leonardo Páez termine au premier rang mondial en catégorie VTT marathon. Il s'adjuge la Coupe du monde, en remportant deux victoires dans les manches italienne (Villabassa) et grecque (Náoussa) de la discipline. Il monte sur le podium des championnats du monde, en récoltant la médaille d'argent et termine cinquième des Mondiaux de VTT cross-country. Il est, en outre, champion national, sud-américain et panaméricain de la discipline olympique.
L'année suivante, il finit quatrième des championnats du Monde. Malgré dix-huit victoires dans la saison, il ne termine que sixième au classement mondial, n'ayant remporté que la première manche de Coupe du monde (aux Canaries). Il décroche, toutefois, le titre national de VTT cross-country. 
En 2008, il s'adjuge l'ultime Coupe du monde disputée, en remportant la seconde et dernière manche à Ornans. Il sauve ainsi sa saison. Bien qu'il ait remporté cinq courses dans l'année, il arrive hors de forme à Pékin, et doit se contenter de la vingt-sixième place dans l'épreuve de Cross-country VTT des Jeux. Un mois auparavant, il s'était classé quatrième lors des Mondiaux 2008 de Villabassa. Ces résultats lui permettent, toutefois, de finir au troisième rang mondial.
Quatre ans après sa victoire à Palmira dans les précédents Jeux, il récidive au mois de novembre 2012. Concourant pour son département de Boyacá, il devance une fois encore l'antioqueño Fabio Castañeda, dans l'épreuve de VTT cross-country des XIXe Juegos Deportivos Nacionales, disputée dans la municipalité de Santander de Quilichao. Largement en tête, il brise la chaîne de sa machine, à quatre cents mètres de l'arrivée. Devant courir à côté de son vélo, il réussit à remporter la course de très peu.
À l'automne 2014, l'équipe I.Idro Drain–Bianchi annonce avoir trouvé un accord avec le coureur pour une quatrième année consécutive. Dans ce laps de temps, Páez a remporté vingt-trois victoires dont la "Sella Ronda Hero", épreuve transalpine comptant pour la Coupe du monde, ainsi que la médaille de bronze aux championnats du monde 2013 de VTT marathon.

## Palmarès en VTT

### Jeux olympiques
- Pékin 2008
  - 26e du cross-country VTT[18].
- Londres 2012
  - 28e du cross-country VTT[19].

### Championnats du monde
- Oisans 2006
  -  Médaillé d'argent du VTT marathon
- Kirchberg 2013
  -  Médaillé de bronze du  VTT marathon
- Val Gardena 2015
  -  Médaillé de bronze du  VTT marathon
- Auronzo di Cadore 2018
  -  Médaillé de bronze du  VTT marathon
- Grächen 2019
  -  Champion du monde de VTT marathon
- Sakarya 2020
  -  Champion du monde de VTT marathon

### Coupe du monde
- Coupe du monde de cross-country marathon
  - 2023 : 3e du classement général, vainqueur d'une manche
  - 2024 : 2e du classement général, vainqueur d'une manche

### Championnats panaméricains
- Cota 2015
  -  Médaillé d'argent du cross-country VTT

### Jeux panaméricains
- Guadalajara 2011
  -  Médaillé d'or du cross-country VTT

### Jeux sud-américains
- Mar del Plata 2006
  -  Médaillé d'or du cross-country VTT
- Medellín 2010
  -  Médaillé d'or du cross-country VTT

### Jeux d'Amérique centrale et des Caraïbes
- Veracruz 2014
  -  Médaillé d'or du cross-country VTT

### Championnats de Colombie
- Champion de Colombie de cross-country VTT : 2005, 2006, 2007, 2009, 2012 et 2016
- Champion de Colombie de cross-country marathon : 2021

## Palmarès sur route

### Classements mondiaux
| Année           | 2005 | 2006 | 2007 | 2008 | 2009 | 2010 | 2011  |
| --------------- | ---- | ---- | ---- | ---- | ---- | ---- | ----- |
| UCI Europe Tour | 793e |      |      |      |      |      | 1210e |